# Vibe
Vibe este o revistă americană de muzică și divertisment, fondată de Quincy Jones. Publicația se concentrează pe materialele R&B și artiștii de muzică hip-hop, dar și actori. La 30 iunie 2012, Vibe avea un tiraj de 300.943 de exemplare. Din 2014, revista nu se mai tipărește, fiind prezentă doar în mediul online.
Printre cântăreții care au apărut pe coperta revistei se numără Aaliyah, Trey Songz, Brandy, Snoop Dogg, Mariah Carey, Beyoncé, Amerie, Jennifer Lopez, Keyshia Cole, Janet Jackson, Lil Wayne, The Fugees, Eminem, T.I., R. Kelly, Michael Jackson,  Ciara și Kesha. Începând din 2003, publicația organizează și Premiile Vibe. 

## Legături externe
- Site web oficial